# 암스테르담 센트랄역
암스테르담 센트랄역(네덜란드어: Station Amsterdam Centraal)은 네덜란드 암스테르담에 위치한 역이다.

## 역 구조
고가역이며, 2층에는 동서 방향으로 선로와 홈이 있다.

### 메트로
역전 광장 지하에 암스테르담 시영 교통 회사 (GVB) 메트로의 중앙역이 있다. 지하 1층은 중앙 광장 지하 2층에 홈 (섬식 1면 2선)이있다. 51, 53, 54 세 가지 계통의 시발역이다.

#### 트램
역전 광장의 지상에는 암스테르담 시영 교통 회사 (GVB)의 트램 정류장이있다. 1, 2, 4, 5, 9, 13, 16, 17, 24, 25, 26의 각 계통이 운행 시내 각지와 맺고 있다.